# Sportåret 2000

## Händelser

### Allmänt
- 6 september - Kina stoppar 27 nominerade aktiva från deltagande vid olympiska sommarspelen i Sydney, nio dagar före invigningen, sedan de misstänkts för bloddopning. IOK har beslutat att utföra EPO-tester under spelen.
- Okänt datum - Tejo blir officiell nationalsport i Colombia

### Amerikansk fotboll
- St. Louis Rams besegrar Tennessee Titans med 23 - 16 i Super Bowl XXXIV. (Final för 1999.)

#### NFL:s slutspel
- I slutspelet deltar från och med 1990 12 lag. I slutspelets omgång I deltar tre Wild Cards tillsammans med den tredje-seedade divisionssegraren. Lag 3 möter lag 6 och lag 4 möter lag 5. Lagen som seedats etta och tvåa går direkt till omgång II.

##### NFC (National Football Conference)
- - Lagen seedades enligt följande
- 1 New York Giants
- 2 Minnesota Vikings
- 3 New Orleans Saints
- 4 Philadelphia Eagles (Wild Card)
- 5 Tampa Bay Buccaneers (Wild Card)
- 6 St. Louis Rams (Wild Card)

- - Omgång I (Wild Cards)
- Philadelphia Eagles besegrar Tampa Bay Buccaneers med 21 – 3
- New Orleans Saints besegrar St. Louis Rams med 31 - 28

- - Omgång II
- Minnesota Vikings besegrar New Orleans Saints med 34 – 16
- New York Giants besegrar Philadelphia Eagles med 20 - 10

- -     - Omgång III
- New York Giants besegrar Minnesota Vikings med 41 – 0   i NFC-finalen

##### AFC (American Football Conference)
- - Lagen seedades enligt följande
- 1 Tennessee Titans
- 2 Oakland Raiders
- 3 Miami Dolphins
- 4 Baltimore Ravens (Wild Card)
- 5 Denver Broncos (Wild Card)
- 6 Indianapolis Colts (Wild Card)

- - Omgång I (Wild Cards)
- Baltimore Ravens besegrar Denver Broncos med 21 – 3
- Miami Dolphins besegrar Indianapolis Colts 23 – 17 (efter förlängning)

- - Omgång II
- Baltimore Ravens besegrar Tennessee Titans med 24 - 10
- Oakland Raiders besegrar Miami Dolphins med 27 – 0

- -     - Omgång III
- Baltimore Ravens besegrar Oakland Raiders med 16 - 3  i AFC-finalen

### Bandy
- 18 mars - AIK blir svenska mästare för damer efter finalvinst över Västerstrands AIK med 8-4 på Studenternas IP i Uppsala.[1][2]
- 19 mars - Sandvikens AIK blir svenska mästare  för herrar efter finalvinst över Hammarby IF med 8-5 på Studenternas IP i Uppsala.[3][4]
- 29 oktober - Västerås SK vinner World Cup i Ljusdal genom att i finalen besegra HK Jenisej Krasnojarsk med 2-1.[5]
- 3 december - Sandvikens AIK vinner Europacupen i Archangelsk genom att i finalen besegra HK Vodnik med 3-1.[6]

### Baseboll
- 26 oktober - American League-mästarna New York Yankees vinner World Series med 4-1 i matcher över National League-mästarna New York Mets.[7]

### Basket
- 19 juni - Los Angeles Lakers vinner NBA-finalserien mot Indiana Pacers.[8]
- 30 september - De olympiska turneringarna avgörs i Sydney. USA vinner herrfinalen mot Frankrike med 85-75. Trea blir Litauen.[9] medan Sovjet vinner damfinalen mot Bulgarien med 76-54.  Trea blir Brasilien.[10]
- Plannja Basket, Luleå blir svenska mästare för herrar
- Proderm Flamingos, Norrköping blir svenska mästare för damer

### Boxning
- 16 juli - EU-kommissionen lägger sig inte i Sveriges förbud mot proffsboxning, ett förbud Svenska Boxningsförbundet försökt undanröja med hänvisning till EU.[11]

### Curling
- Kanada vinner VM för herrar före Sverige med  Finland på tredje plats.
- Kanada vinner VM för damer före Schweiz med Norge på tredje plats. Sverige kommer på femte plats.

### Cykel
- Romāns Vainšteins, Litauen vinner landsvägsloppet i VM.
- Stefano Garzelli, Italien vinner Giro d'Italia
- Lance Armstrong, USA vinner Tour de France för andra året i rad
- Roberto Heras, Spanien vinner Vuelta a España

### Drakbåtspaddling

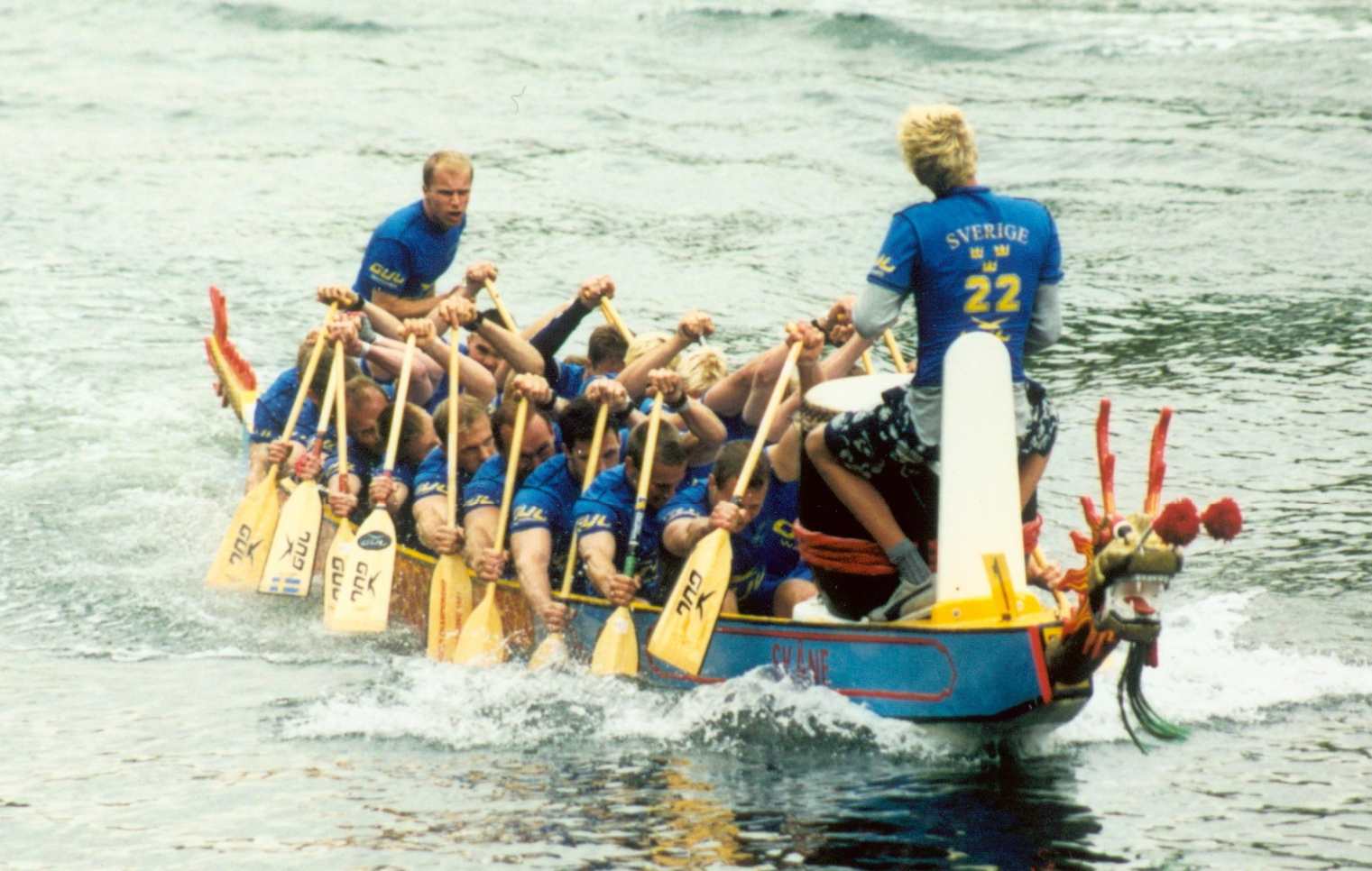
Det svenska drakbåtslandslaget under herrarnas 5000 meter på drakbåts-EM 2000.

- Under sommaren avgjordes drakbåts-EM för landslag 2000 i Malmö. Det svenska drakbåtslandslaget tog brons på 5000 meter i 20manna herr. Damlaget tog silver på både 250 meter och 5000 meter, och vann ett mytomspunnet guld på 500 meter efter att de andra finalisternas styrmän inte kunde manövrera båtarna under de låga broarna på Malmös kanaler. Guldet var det andra svenska mästerskapsguldet någonsin.

### Fotboll
- 13 februari - Kamerun vinner afrikanska mästerskapet för herrar i Nigeria och Ghana, genom att besegra Nigeria med 4–3 efter straffsparksläggning i finalen i Lagos.[12]
- 17 maj - Galatasaray SK vinner UEFA-cupen genom att i finalen på Parken i Köpenhamn besegra Arsenal FC i straffsparkstävlingen, efter 0-0 i ordinarie speltid.[13], Matchen präglas av bråk, där polisen skjuter tårgas mot tillresta engelska och turkiska huliganer utanför Tivoli och Rådhuspladsen.[11]
- 20 maj - Chelsea FC vinner FA-cupfinalen mot Aston Villa FC med 1-0 på Wembley Stadium.[14]
- 24 maj - Real Madrid vinner sin åttonde europeiska cuptitel, genom att i finalen i Saint-Denis besegra UEFA Champions League med 3-0 över Valencia.[13]
- 1 juni - Örgryte IS vinner Svenska cupen för herrar genom att besegra AIK i finalserien.[15][16]
- 11 juni - Monaco får ett inofficiellt herrlandslag i fotboll, som i Gibraltar faller med 0-5 mot Gibraltar med 0-7 då man spelar första landskampen.[17]
- 18 juni - Uefa uppmanar Storbritanniens regering att ta i med hårdhandskarna mot huliganer.[11]

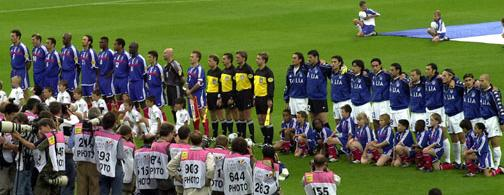
Italien och Frankrike inför finalen av Europamästerskapet.

- 2 juli - Frankrike blir Europamästare för herrar genom att på Stadion Feijenoord i Rotterdam finalbesegra Italien med 2-1 genom ett golden goal gjort av David Trezeguet.[18] och tar därmed sin andra slutseger i turneringen.
- 16 augusti – Djurgårdens IF vinner Svenska cupen för damer genom att finalslå Älvsjö AIK med 3-1 på Enskede IP.[19][20]
- 28 september - Norge vinner damernas olympiska turnering genom att i Sydney finalbesegra USA med 3-2.[21]
- 30 september – Kamerun vinner den olympiska herrturneringen genom att vinna finalen i Sydney mot Spanien med 5-3 på straffar efter 2-2 i ordinarie speltid och förlängning.[22]
- 29 oktober - Japan vinner Asiatiska mästerskapet för herrar i Libanon, genom att i finalen besegra Saudiarabien med 1–0.[23]
- 30 oktober - Svenske tränaren Sven-Göran Eriksson lämnar italienska SS Lazio och blir första icke-engelsman att träna England.[24]
- Okänt datum – Luís Figo, Portugal, utses till Årets spelare i Europa.
- Okänt datum – Romário, Brasilien, utses till Årets spelare i Sydamerika.
- Okänt datum – Patrick Mboma, Kamerun, utses till Årets spelare i Afrika.
- Okänt datum – Nawaf al-Temyat, Saudiarabien, utses till Årets spelare i Asien.
- Okänt datum – Mark Viduka, Australien, utses till Årets spelare i Oceanien.
- Okänt datum – Zinedine Zidane, Frankrike, utses till Världens bästa fotbollsspelare.

#### Ligasegrare / resp. lands mästare
- Belgien - RSC Anderlecht
- England - Manchester United FC
- Frankrike - AS Monaco
- Italien - SS Lazio[11]
- Nederländerna – PSV
- Skottland - Rangers FC
- Portugal – Sporting Lissabon
- Spanien - RC Deportivo la Coruña
- Sverige - Halmstads BK (herrar) Umeå IK (damer)
- Tyskland - FC Bayern München

### Friidrott
- 12 juni - 79 837 löpare deltar i halvmaratonloppet över Öresundsbron mellan Köpenhamn och Malmö. Tesfaye Tola från Etiopien vinner.[11]
- 29 juli - Svenska häcklöperskan Ludmila Engquist meddelar att hon lägger löparskorna på hyllan för att i stället satsa på bob.[11]
- 1 augusti - Svenska häcklöperskan Ludmila Engquist avtackas under DN-galan på Stockholms stadion.[11]
- 31 december - Paul Tergat, Kenya vinner herrklassen och Lydia Cheromei, Kenya vinner damklassen vid Sylvesterloppet i São Paulo.[25]
- Elijah Lagat, Kenya vinner herrklassen vid Boston Marathon.[26] medan Catherine Ndereba, Kenya vinner damklassen.[27]
- Vid Olympiska sommarspelen 2000 erövrar Kajsa Bergqvist bronsmedalj i höjdhopp.

### Golf
- Tiger Woods vinner tre majors i rad, US Open i golf, British Open och PGA Championship.

#### Herrar
- Mest vunna prispengar på PGA-touren:  Tiger Woods, USA med 9 188 321$
- Mest vunna prispengar på Champions Tour (Senior-touren): Larry Nelson, USA med 2 708 005$

##### Majorstävlingar
- Masters - Vijay Singh, Fiji
- US Open - Tiger Woods, USA
- British Open - Tiger Woods, USA
- PGA Championship - Tiger Woods, USA

#### Damer
- Mest vunna prispengar på LPGA-touren: Karrie Webb, Australien med 1 876 853$

##### Majorstävlingar
- Kraft Nabisco Championship - Karrie Webb, Australien
- LPGA Championship - Juli Inkster, USA
- US Womens Open - Karrie Webb, Australien
- Du Maurier Classic - Meg Mallon, USA

### Gymnastik

#### VM
- Se Olympiska sommarspelen 2000

### Handboll
- 30 januari - Sverige blir Europamästare för herrar genom att finalbesegra Ryssland i Zagreb med 33–31 efter två förlängningar.[28]
- 1 oktober - De olympiska finalerna spelas i Sydney. Ryssland vinner herrfinalen mot Sverige med 28-26.[29] medan Danmark vinner damfinalen mot Ungern med 31-27.[30]
- 17 december - Ungern blir Europamästare för damer genom att finalbesegra Ukraina med 32–30 i Bukarest.[31]
- Redbergslids IK blir svenska mästare för herrar.

### Hästsport

#### Trav
- 28 maj - Elitloppet vinns av Sverigefödda hästen Victory Tilly med Stig H. Johansson i sulkyn.[11]

### Innebandy
- 5 mars - Publikrekord för Division 1 för damer noteras då 1 364 personer ser matchen AIK–Storvreta IBK.[32]
- 16 april - Haninge IBK blir svenska mästare för herrar genom att besegra Pixbo Wallenstam IBK med 3–0 i matcher i finalserien.[33]
- 19 april - Balrog IK blir svenska mästare för damer genom att besegra Södertälje IBK med 2–0 i matcher i finalserien.[34]
- 21 maj - Sverige blir världsmästare för herrar genom att i finalen i Oslo besegra Finland med 5-3. Schweiz tar brons.[35][32]

### Ishockey
- 4 januari - Tjeckiens vinner juniorvärldsmästerskapet i Skellefteå och Umeå genom att finalslå Ryssland med 2-0 på straffar efter 3-3 i ordinarie speltid.[36]
- 9 april - Kanada blir damvärldsmästare genom att i finalen i Mississauga besegra USA med 3-2 i övertid. Finland vinner med 7-1 mot Sverige i matchen om tredje pris.[37]
- 11 april - Djurgårdens IF blir svenska mästare år 2000 genom att vinna SM-finalserien mot MODO Hockey med 3-0 i matcher.[38]
- 14 april - Timrå IK vinner Kvalserien i ishockey och går tillsammans med IF Björklöven upp till Elitserien i ishockey. Västerås IK och Linköpings HC degraderas.[38]

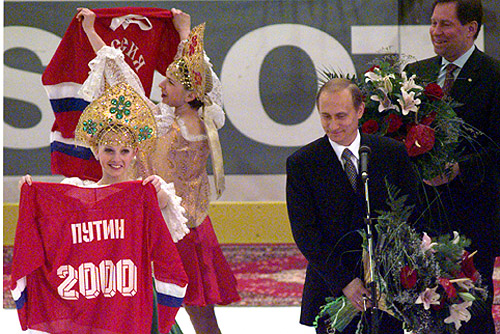
Vladimir Putin inviger världsmästerskapet i Ryssland.

- 14 maj - Tjeckien blir herrvärldsmästare genom att i finalen i Sankt Petersburg besegra Slovakien med 5-3. Finland vinner matchen om tredje pris mot Kanada med 2-1.[39]
- 10 juni - Stanley Cup vinns av New Jersey Devils som vinner finalserien mot Dallas Stars med 4-2 i matcher.[40]
- 28 juni - Västerås IK försätts i konkurs efter skatteskulder på 6,4 miljoner SEK, och mister sin plats i Allsvenskan.[11]

### Konståkning

#### VM
- - Herrar – Aleksej Jagudin, Ryssland
  - Damer – Michelle Kwan, USA
  - Paråkning – Maria Petrova & Aleksej Tichonov, Ryssland
  - Isdans – Marina Anissina & Gwendal Peizerat, Frankrike

#### EM
- - Herrar – Jevgenij Plusjenko, Ryssland
  - Damer – Irina Slutskaja, Ryssland
  - Paråkning – Maria Petrova & Aleksej Tichonov, Ryssland
  - Isdans – Marina Anissina & Gwendal Peizerat, Frankrike

### Motorsport

#### Formel 1
- 22 oktober - Världsmästare blir Michael Schumacher, Tyskland.

#### Rally
- 6 november - Marcus Grönholm, Finland vinner rally-VM.

#### Sportvagnsracing
- 17-18 juni - Frank Biela, Tom Kristensen och Emanuele Pirro vinner Le Mans 24-timmars med en Audi R8.

### Simning
- 12 januari - Lothar Kipke, tidigare chefsläkare för dåvarande Östtysklands simförbund, erkänner inför tysk domstol att Östtyskland massdopade elitsimmare under 1970-talet och att flera fått men av behandlingen senare i livet, bland annat har tre tidigare stjärnsimmare fött missbildade barn.[11]
  - Vid VM i simning på kort bana uppnås följande svenska resultat:

#### Herrar
- 50 m frisim – 3. Stefan Nystrand
- 100 m frisim
  - 1. Lars Frölander
  - 2. Stefan Nystrand
- 100 m fjärilsim – 1. Lars Frölander
- Lagkapp 4 x 100 m frisim – 1. Sverige ( Johan Nyström, Lars Frölander, Matthias Ohlin & Stefan Nystrand)

#### Damer
- 50 m frisim – 1. Therese Alshammar
- 100 m frisim – 1. Therese Alshammar
- 200 m frisim – 3. Josefin Lillhage
- 50 m fjärilsim – 2. Anna-Karin Kammerling
- 100 m fjärilsim – 2. Johanna Sjöberg
- Lagkapp 4 x 100 m frisim – 1. Sverige (Louise Jöhncke, Therese Alshammar, Anna-Karin Kammerling och Johanna Sjöberg)
- Lagkapp 4 x 100 m medley – 3. Sverige  (Therese Alshammar, Emma Igelström, Johanna Sjöberg och Anna-Karin Kammerling)

- - Vid EM i simning på lång bana uppnås följande svenska resultat:

#### Herrar
- 100 m frisim – 3. Lars Frölander
- 50 m fjärilsim – 2. Lars Frölander
- 100 m fjärilsim – 1. Lars Frölander
- Lagkapp 4 x 100 m medley – 1. Sverige (Matthias Ohlin, Martin Gustavsson, Lars Frölander och Stefan Nystrand)

#### Damer
- 50 m frisim – 1. Therese Alshammar
- 100 m frisim – 1. Therese Alshammar
- 50 m fjärilsim – 1. Anna-Karin Kammerling
- 100 m fjärilsim – 3. Johanna Sjöberg
- Lagkapp 4 x 100 m frisim – 1. Sverige  (Louise Jöhncke, Johanna Sjöberg, Anna-Karin Kammerling och Therese Alshammar)
- Lagkapp 4 x 100 m medley – 1. Sverige  (Therese Alshammar, Emma Igelström, Johanna Sjöberg och Louise Jöhncke)

- - Vid EM i simning på kort bana uppnås följande svenska resultat:

#### Herrar
- 50 m frisim – 1. Stefan Nystrand
- 100 m frisim – 1. Stefan Nystrand
- 100 m fjärilsim – 2. Lars Frölander
- Lagkapp 4 x 50 m frisim – 1. Sverige (Joakim Dahl, Stefan Nystrand, Lars Frölander och Claes Andersson)

#### Damer
- 50 m frisim
  - 1. Therese Alshammar
  - 3 . Anna-Karin Kammerling
- 100 m frisim
  - 1. Therese Alshammar
  - 2. Johanna Sjöberg
- 50 m bröstsim – 1. Emma Igelström
- 100 m bröstsim – 2. Emma Igelström
- 200 m bröstsim – 1. Emma Igelström
- 50 m fjärilsim
  - 1. Anna-Karin Kammerling
  - 3. Johanna Sjöberg
- 100 m fjärilsim – 2. Johanna Sjöberg
- Lagkapp 4 x 50 m frisim – 1. Sverige  (Annika Löfstedt, Therese Alshammar, Johanna Sjöberg och Anna-Karin Kammerling)
- Lagkapp 4 x 50 m medley – 1. Sverige  (Therese Alshammar, Emma Igelström, Anna-Karin Kammerling och Johanna Sjöberg)

### Schack
- 2 november - Vladimir Kramnik besegrar Garri Kasparov, som tidigare bara besegrats av IBM:s superdator Deep Blue, och vinner världsmästartiteln. Vladimir Kramnik vinner med 8.5 poäng mot 6,5 poäng.[24]

### Skidor, alpint

#### Herrar

##### Världscupen
- Totalsegrare: Hermann Maier, Österrike
- Slalom: Kjetil Andre Aamodt, Norge
- Storslalom: Michael von Grünigen, Schweiz
- Super G: Hermann Maier, Österrike
- Störtlopp: Hermann Maier, Österrike
- Kombination: Kjetil Andre Aamodt, Norge

##### SM
- - Slalom vinns av Markus Larsson, Karlstads SLK. Lagtävlingen vinns av Sundsvalls SLK.
  - Storslalom vinns av Patrik Järbyn, Åre SLK. Lagtävlingen vinns av Åre SLK.
  - Super G vinns av Patrik Järbyn, Åre SLK. Lagtävlingen vinns av Åre SLK.
  - Störtlopp vinns av Patrik Järbyn, Åre SLK. Lagtävlingen vinns av Åre SLK.
  - Kombination vinns av Fredrik Nyberg, Sundsvalls SLK .

#### Damer

##### Världscupen
- Totalsegrare: Renate Götschl, Österrike
- Slalom: Špela Pretnar, Slovenien
- Storslalom: Michaela Dorfmeister, Österrike
- Super G: Renate Götschl, Österrike
- Störtlopp: Regina Häusl, Tyskland
- Kombination: Renate Götschl, Österrike

##### SM
- - Slalom vinns av Anna Ottosson, Östersund-Frösö SLK. Lagtävlingen vinns av Saltsjöbadens SLK
  - Storslalom vinns av Anna Ottosson, Östersund-Frösö SLK. Lagtävlingen vinns av Tärna IK Fjällvinden.
  - Super G vinns av Nike Bent, Funäsdalens SLK. Lagtävlingen vinns av Tärna IK Fjällvinden.
  - Störtlopp vinns av Nike Bent, Funäsdalens SLK. Lagtävlingen vinns av Tärna IK Fjällvinden.
  - Kombination vinns av Anja Pärson, Tärna IK Fjällvinden. Lagtävlingen vinns av Saltsjöbadens SLK.

### Skidor, nordiska grenar
- 5 mars - Raul Olle, Estland vinner herrklassen medan Svetlana Nagejkina, Ryssland vinner damklassen då Vasaloppet avgörs.[41]

#### Herrar

##### Världscupen
- 1 Johann Mühlegg, Spanien
- 2 Jari Isometsä, Finland
- 3 Odd-Bjørn Hjelmeset, Norge

###### Sprint
- 1 Morten Brørs, Norge
- 2 Odd-Bjørn Hjelmeset, Norge
- 3 Håvard Solbakken, Norge

##### Övrigt
- Sixten Jernbergpriset tilldelas Urban Lindgren, Piteå SGIF.

##### SM
- 15 km (K) vinns av Mathias Fredriksson, Häggenås SK. Lagtävlingen vinns av Piteå SGIF.
- 30 km (K) vinns av Urban Lindgren, Piteå SGIF. Lagtävlingen vinns av Piteå SGIF.
- 50 km (F) vinns av Per Elofsson, IFK Umeå. Lagtävlingen vinns av Åsarna IK.
- Jaktstart (10 km F + 15 km K) vinns av Jörgen Brink, Piteå SGIF. Lagtävlingen vinns av IFK Umeå.
- Stafett 3 x 10 km (K) vinns av Åsarna IK med laget  John Vikman, Mårten Handler och Morgan Göransson .
- Sprint (F) vinns av Thobias Fredriksson, Häggenås SK.

#### Damer

##### Världscupen
- 1 Bente Martinsen, Norge
- 1 Kristina Šmigun, Estland
- 3 Larissa Lazutina, Ryssland

###### Sprint
- 1 Bente Martinsen, Norge
- 2 Anita Moen, Norge
- 3 Kristina Šmigun, Estland

##### SM
- 5 km (K) vinns av Antonina Ordina, Brunflo IK. Lagtävlingen vinns av IFK Mora.
- 15 km (K) vinns av Antonina Ordina, Brunflo IK. Lagtävlingen vinns av Bergeforsens SK.
- 30 km (F) vinns av Antonina Ordina, Brunflo IK.  Lagtävlingen vinns av Åsarna IK.
- Jaktstart (5 km F + 10 km K) vinns av Antonina Ordina, Brunflo IK . Lagtävlingen vinns av Bergeforsens SK.
- Stafett 3 x 5 km (K) vinns av Åsarna IK med laget  Sofia Lind, Ida Olsson och Jenny Olsson .
- Sprint (F) vinns av Annika Evaldsson, IFK Mora.

### Skidorientering
- 29 februari-6 mars - Världsmästerskapen avgörs i Krasnojarsk.[42]

### Skidskytte

#### Herrar

##### VM
- Sprint 10 km
  - 1 Frode Andresen, Norge
  - 2 Pavel Rostovtsev, Ryssland
  - 3 René Cattarinussi, Italien
- Jaktstart 12,5 km
  - 1 Frank Luck, Tyskland
  - 2 Pavel Rostovtsev, Ryssland
  - 3 Raphaël Poirée, Frankrike
- Masstart 15 km
  - 1 Raphaël Poirée, Frankrike
  - 2 Pavel Rostovtsev, Ryssland
  - 3 Ole Einar Bjørndalen, Norge
- Distans 20 km
  - 1 Wolfgang Rottman, Österrike
  - 2 Ludwig Gredler, Österrike
  - 3 Frank Luck, Tyskland
- Stafett 4 x 7,5 km
  - 1 Ryssland – Viktor Majgurov, Sergej Rosjkov, Vladimir Dratsjkov & Pavel Rostovtsev
  - 2 Norge – Egil Gjelland, Frode Andresen, Halvard Hanevold & Ole Einar Bjørndalen
  - 3 Tyskland – Frank Luck , Peter Sendel, Sven Fischer & Ricco Gross

##### Världscupen
- 1 Raphaël Poirée, Frankrike
- 2 Ole Einar Bjørndalen, Norge
- 3 Sven Fischer, Tyskland

#### Damer

##### VM
- Sprint 7,5 km
  - 1 Liv Grete Poirée, Norge
  - 2 Katrin Apel, Tyskland
  - 3 Martina Zellner, Tyskland
- Jaktstart 10 km
  - 1 Magdalena Forsberg, Sverige
  - 2 Uschi Disl, Tyskland
  - 3 Florence Baverel-Robert, Frankrike
- Masstart 12,5 km
  - 1 Liv Grete Poirée, Norge
  - 2 Galina Koukleva, Ryssland
  - 3 Corinne Niogret, Frankrike
- Distans 15 km
  - 1 Corinne Niogret, Frankrike
  - 2 Shumei Yu, Kina
  - 3 Magdalena Forsberg, Sverige
- Stafett 4 x 7,5 km
  - 1 Ryssland – Olga Pyljova, Svetlana Tjernousova, Galina Koukleva & Albina Achatova
  - 2 Tyskland – Uschi Disl, Katrin Apel, Andrea Henkel & Martina Zellner
  - 3 Ukraina – Olena Zubrilova, Olena Petrova, Nina Lemesj & Tatjana Vodopjanova

##### Världscupen
- 1 Magdalena Forsberg, Sverige
- 2 Olena Zubrilova, Ukraina
- 3 Corinne Niogret, Frankrike

### Tennis

#### Herrar
- 17 januari - Vid en direktsänd TV-gala utses Björn Borg till 1900-talets främste svenske idrottsutövare, och får ta emot pris av Sveriges kung Carl XVI Gustaf.[11]
- 10 december - Spanien besegrar Australien med 3-1 i finalen av Davis Cup i Barcelona.[43]

##### Tennisens Grand Slam
- Australiska öppna - Andre Agassi, USA
- Franska öppna - Gustavo Kuerten, Brasilien
- Wimbledon - Pete Sampras, USA
- US Open - Marat Safin, Ryssland

#### Damer

##### Tennisens Grand Slam
- Australiska öppna - Lindsay Davenport, USA
- Franska öppna - Mary Pierce, Frankrike
- Wimbledon - Venus Williams, USA
- US Open - Venus Williams, USA
- 25 november - USA vinner Fed Cup genom att finalbesegra Spanien med 5-0 i Las Vegas.[44]

### Volleyboll
- 30 september - Kuba vinner den olympiska damturneringen i Sydney genom att finalbesegra Ryssland med 3-1.[45]
- 1 oktober - Jugoslavien vinner den olympiska herrturneringen i Sydney genom att finalbesegra Nederländerna med 3-1.[46]

## Evenemang
- Olympiska sommarspelen 2000 äger rum 15 september - 1 oktober i Sydney, Australien. Cathy Freeman inviger spelen.[11]
- VM på cykel anordnas i Plouay, Frankrike
- VM i curling anordnas i Glasgow, Skottland
- VM i innebandy för herrar anordnas i Oslo, Drammen och Sarpsborg, Norge
- VM i ishockey för herrar anordnas i Sankt Petersburg, Ryssland
- VM i ishockey för damer anordnas i Mississauga, Kanada
- VM i konståkning anordnas i Nice, Frankrike
- VM i simning på kort bana anordnas i Aten, Grekland
- VM i skidskytte anordnas i Oslo, Norge och Lahtis, Finland
- EM i bordtennis anordnas i Zagreb, Kroatien
- EM i handboll för herrar anordnas i Zagreb och Rijeka, Kroatien
- EM i handboll för damer anordnas i Bukarest och Valcea, Rumänien
- EM i konståkning anordnas i Wien, Österrike
- EM i simning på lång bana anordnas i Helsingfors, Finland
- EM i simning på kort bana anordnas i Valencia, Spanien

## Födda
- 12 juni – Olga Carmona, spansk fotbollsspelare.
- 28 juli – Emile Smith Rowe, engelsk fotbollsspelare.
- 2 november – Alphonso Davies, kanadensisk fotbollsspelare.

## Avlidna
- 8 januari – Henry Eriksson, 79, svensk friidrottare, OS-guld 1948
- 26 januari – Donald Budge, 84, amerikansk tennisspelare
- 23 februari – Stanley Matthews, engelsk fotbollsspelare
- 27 maj – Maurice Richard, 78, kanadensisk ishockeyspelare.
- 14 juni – Robert Trent Jones, brittisk golfbanearkitekt.
- 24 juni – Anatolij Firsov, rysk ishockeyspelare
- 1 november – George Armstrong, 56, engelsk fotbollsspelare och -tränare.
- 22 november – Emil Zátopek, 78, tjeckoslovakisk friidrottare.

### Fotnoter
1. ↑  Erik Jonsson (18 mars 2000). ”2000–2009”. Svenska Bandyförbundet. https://www.svenskbandy.se/BANDYFINALEN/HISTORIK/Svenskamastare/Damer/2000-2009/. Läst 18 mars 2020.
2. ↑  Jimmy Andersson. ”Damernas elitserie och slutspel 99/00”. Jimbo Bandy. Arkiverad från originalet den 24 maj 2012. https://archive.is/20120524215818/http://www.jimbobandy.nu/9900/damallsvenskan.html. Läst 20 augusti 2011.
3. ↑  Erik Jonsson (19 mars 2000). ”2000–2009”. Svenska Bandyförbundet. https://www.svenskbandy.se/BANDYFINALEN/HISTORIK/Svenskamastare/Herrar/2000-2009/. Läst 18 mars 2020.
4. ↑  Jimmy Andersson. ”Slutspelet 99/00”. Jimbo Bandy. Arkiverad från originalet den 21 december 2005. https://web.archive.org/web/20051221142816/http://www.jimbobandy.nu/9900/slut.html. Läst 20 augusti 2011.
5. ↑  ”World Cup 1999” (på engelska). Bandysidan. http://www.bandysidan.nu/event.php?EVID=40. Läst 20 augusti 2011.
6. ↑  ”Europacupen 2000/01”. Bandysidan. http://www.bandysidan.nu/event.php?EVID=43. Läst 2 september 2011.
7. ↑  ”2000 World Series” (på engelska). Baseball-Reference.com. http://www.baseball-reference.com/postseason/2000_WS.shtml. Läst 25 juni 2015.
8. ↑  ”Basketball Reference”. http://www.basketball-reference.com/leagues/NBA_2000_games.html. Läst 25 augusti 2011.
9. ↑  ”Sport Statistics”. Arkiverad från originalet den 25 maj 2012. https://web.archive.org/web/20120525125958/http://www.todor66.com/basketball/Olympic/Men_2000.html. Läst 23 augusti 2011.
10. ↑  ”Sport Statistics”. Arkiverad från originalet den 27 september 2015. https://web.archive.org/web/20150927050129/http://www.todor66.com/basketball/Olympic/Women_2000.html. Läst 23 augusti 2011.
11. 1 2 3 4 5 6 7 8 9 10 11 12   När Var Hur 2001. Forum
12. ↑  ”African Nations Cup 2000” (på engelska). RSSSF. http://www.rsssf.com/tables/00a.html. Läst 16 augusti 2011.
13. 1 2  ”RSSSF”. http://www.rsssf.com/ec/ec199900.html. Läst 16 augusti 2011.
14. ↑  ”England FA Challenge Cup 1999-2000” (på engelska). RSSSF. http://www.rsssf.com/tablese/engcup00.html. Läst 19 augusti 2012.
15. ↑  Jimmy Lindahl (18 juni 2005). ”Svenska cupen – finalmatcher”. Bolletinen. http://www.bolletinen.se/sfs/pdf/stat_h_allsvens_1941_2005_stat_herr_cupen_finalmatcher.pdf. Läst 21 augusti 2012.
16. ↑  ”Sweden Cup 1999/00” (på engelska). RSSSF. http://www.rsssf.com/tablesz/zwedcup00.html. Läst 16 augusti 2011.
17. ↑  ”Monaco International Matches” (på engelska). RSSSF. http://www.rsssf.com/tablesm/monaco-intres.html. Läst 20 augusti 2011.
18. ↑  ”European Championship 2000” (på engelska). RSSSF. http://www.rsssf.com/tables/00e.html. Läst 12 augusti 2011.
19. ↑  Jimmy Lindahl (18 juni 2005). ”Svenska cupen för damer”. Bolletinen. http://www.bolletinen.se/sfs/pdf/stat_d_lanslag_19981_2005_sv_cup_damer.pdf. Läst 21 augusti 2012.
20. ↑  ”Svenska cupen 1999–2000, damer”. Svenska Fotbollförbundet. https://www2.svenskfotboll.se/cuper-och-serier/svenska-cupen-damer/resultat-tidigare-ar/19992000/. Läst 23 mars 2020.[död länk]
21. ↑  ”Games of the XXVIII. Olympiad Women Football Tournament” (på engelska). RSSSF. http://www.rsssf.com/tableso/ol2000f-women.html. Läst 16 augusti 2011.
22. ↑  ”Games of the XXVII. Olympiad Football Tournament” (på engelska). RSSSF. http://www.rsssf.com/tableso/ol2000f.html. Läst 16 augusti 2011.
23. ↑  ”Asian Nations Cup 2000” (på engelska). RSSSF. http://www.rsssf.com/tables/00asch.html. Läst 16 augusti 2011.
24. 1 2   När Var Hur 2002. Forum
25. ↑  ”2000” (på portugisiska). Sylvesterloppet. Arkiverad från originalet den 1 mars 2014. https://web.archive.org/web/20140301034122/http://www.saosilvestre.com.br/2000. Läst 19 augusti 2012.
26. ↑  ”Boston Marathon”. Arkiverad från originalet den 27 april 2015. https://web.archive.org/web/20150427035419/http://www.baa.org/races/boston-marathon/boston-marathon-history/past-champions/past-mens-open-champions.aspx. Läst 9 april 2011.
27. ↑  ”Boston Marathon”. Arkiverad från originalet den 7 mars 2012. https://web.archive.org/web/20120307073943/http://www.baa.org/races/boston-marathon/boston-marathon-history/past-champions/past-womens-open-champions.aspx. Läst 9 april 2011.
28. ↑  ”Sport Statistics”. Arkiverad från originalet den 19 juni 2011. https://web.archive.org/web/20110619224046/http://todor66.com/handball/Europe/Men_2000.html. Läst 23 augusti 2011.
29. ↑  ”Sport Statistics”. Arkiverad från originalet den 24 augusti 2011. https://web.archive.org/web/20110824163512/http://www.todor66.com/handball/Olympic/Men_2000.html. Läst 23 augusti 2011.
30. ↑  ”Sport Statistics”. Arkiverad från originalet den 24 augusti 2011. https://web.archive.org/web/20110824165740/http://www.todor66.com/handball/Olympic/Women_2000.html. Läst 23 augusti 2011.
31. ↑  ”Sport Statistics”. Arkiverad från originalet den 24 augusti 2011. https://web.archive.org/web/20110824150619/http://www.todor66.com/handball/Europe/Women_2000.html. Läst 23 augusti 2011.
32. 1 2  ”Datum i innebandyhistorien”. Svenska Innebandyförbundet. Arkiverad från originalet den 15 maj 2021. https://web.archive.org/web/20210515132333/https://epiadmin.innebandy.se/sv/StatistikHistorik/Datum-i-innebandyhistorien/. Läst 22 augusti 2011.
33. ↑  ”SM-slutspel herrar 1999/00”. Svenska Innebandyförbundet. Arkiverad från originalet den 15 december 2011. https://web.archive.org/web/20111215195953/http://www.innebandy.se/sv/StatistikHistorik/Statistik-och-rekord-herrar-elit/SM-slutspel-genom-tiderna-herrar1/199900/. Läst 22 augusti 2011.
34. ↑  ”SM-slutspel herrar 1999/2000”. Svenska Innebandyförbundet. Arkiverad från originalet den 15 december 2011. https://web.archive.org/web/20111215205319/http://www.innebandy.se/sv/StatistikHistorik/Statistik-och-rekord-damer-elit/SM-slutspel-genom-tiderna-damer1/199900/. Läst 22 augusti 2011.
35. ↑  ”3rd Men's World Championships” (på engelska). International Floorball Federation. Arkiverad från originalet den 2 september 2011. https://web.archive.org/web/20110902010333/http://www.floorball.org/default.asp?sivu=5&alasivu=256&kieli=826. Läst 22 augusti 2011.
36. ↑  ”Championnat du monde 1999 des moins de 20 ans” (på franska). Hockey Archives. 4 januari 2000. https://www.hockeyarchives.info/U-20_2000.htm. Läst 9 september 2012.
37. ↑  ”Championnats du Monde féminins 2000” (på franska). Hockey Archives. 9 april 2000. https://www.hockeyarchives.info/mondefem2000.htm. Läst 15 augusti 2011.
38. 1 2  ”Championnat de Suède 1999/2000” (på franska). Hockey Archives. 1 april 2000. https://www.hockeyarchives.info/Suede2000.htm. Läst 15 augusti 2011.
39. ↑  ”Championnats du Monde 2000” (på franska). Hockey Archives. 14 maj 2000. https://www.hockeyarchives.info/mondial2000.htm. Läst 15 augusti 2011.
40. ↑  ”NHL 1999/2000” (på franska). NHL 1999/2000. 10 juni 2000. https://www.hockeyarchives.info/NHL2000.htm. Läst 9 september 2012.
41. ↑  ”Historiska segrare”. Vasaloppet. Arkiverad från originalet den 22 mars 2020. https://web.archive.org/web/20200322121012/https://www.vasaloppet.se/wp-content/uploads/sites/1/2019/09/historiska_segrare_vasaloppet_sve_2019-09-18.pdf. Läst 5 september 2011.
42. ↑  ”World Ski Orienteering Championships 2000” (på engelska). http://orienteering.org/events/?event_id=126. Läst 9 september 2012.
43. ↑  ”Davis Cup”. http://www.daviscup.com/en/results/tie/details.aspx?tieId=100000299. Läst 20 augusti 2011.
44. ↑  ”Fed Cup”. Arkiverad från originalet den 24 mars 2012. https://web.archive.org/web/20120324133255/http://www.fedcup.com/en/results/tie/details.aspx?tieId=100000392. Läst 21 augusti 2011.
45. ↑  ”Sport Statistics”. Arkiverad från originalet den 26 juni 2015. https://web.archive.org/web/20150626235139/http://todor66.com/volleyball/Olympics/Women_2000.html. Läst 24 augusti 2011.
46. ↑  ”Sport Statistics”. Arkiverad från originalet den 1 maj 2011. https://web.archive.org/web/20110501223720/http://www.todor66.com/volleyball/Olympics/Men_2000.html. Läst 24 augusti 2011.